# Radical 33
El radical 33, representado por el carácter Han 士, es uno de los 214 radicales del diccionario de Kangxi. En mandarín estándar es llamado 士部　(sì bù　«radical “erudito”»), en japonés es llamado 士部, しぶ　(shibu), y en coreano 사 (sa). Además de «erudito», este símbolo tiene también el significado de «guerrero» o «caballero».
El radical «erudito» suele aparecer en muchos casos en la parte superior de los caracteres clasificados bajo este (por ejemplo, en 声). Este radical tiene un aspecto muy similar al radical 32 (土). La diferencia entre ambos es que en este último el trazo horizontal superior es más corto que el inferior, mientras que en el radical 32 el trazo superior es más largo que el inferior. 

## Nombres populares
- Mandarín estándar: 士部, sì bù.
- Coreano: 선비사부, seonbi sa bu «radical sa-erudito».
- Japonés: 侍（さむらい）, samurai, «samurái»; 侍冠（さむらいかんむり）, samurai kanmuri, «samurái en la parte superior del carácter».[1]
- En occidente: radical «erudito».

## Galería
| Estilos antiguos                                 | Estilos antiguos                  | Estilos antiguos                        | Estilos antiguos                   | Estilos antiguos                   | Estilos empleados actualmente       | Estilos empleados actualmente  | Estilos empleados actualmente    | Estilos empleados actualmente   | Estilos empleados actualmente  |
|                                                  |                                   |                                         |                                    |                                    |                                     | 士                             | 士                               |                                 |                                |
| 甲骨文 jiǎgǔwén (escritura de huesos oraculares) | 金文 jīnwén (escritura de bronce) | 简帛 jiǎnbó (escritura de bambú y seda) | 篆文 zhuànwén (escritura de sello) | 篆文 zhuànwén (escritura de sello) | 隸書 lìshū (estilo de los escribas) | 楷書 kǎishū (estilo regular)   | 楷書 kǎishū (estilo regular)     | 行書 xǐngshū (estilo corriente) | 草書 cǎoshū (estilo de hierba) |
| 甲骨文 jiǎgǔwén (escritura de huesos oraculares) | 金文 jīnwén (escritura de bronce) | 简帛 jiǎnbó (escritura de bambú y seda) | 大篆 dàzhuàn (sello grande)        | 小篆 xiǎozhuàn (sello pequeño)     | 隸書 lìshū (estilo de los escribas) | 繁體／繁体 fántǐ (tradicional) | 简体／簡體 jiǎntǐ (simplificado) | 行書 xǐngshū (estilo corriente) | 草書 cǎoshū (estilo de hierba) |

## Caracteres con el radical 33
| trazos | carácter    |
| ------ | ----------- |
| + 0    | 士          |
| + 1    | 壬          |
| + 2    | 壭          |
| + 3    | 壮          |
| + 4    | 壯 声 壱 売 |
| + 5    | 壳          |
| + 6    | 壴 壵       |
| + 7    | 壶          |
| + 8    | 壷 壸       |
| + 9    | 壹 壺 壻    |
| + 10   | 壼          |
| + 11   | 壽          |
| + 12   | 壾 壿 夀    |
| + 13   | 夁          |